# Australian Ice Hockey League 2001
Die Saison 2001 war die erste Spielzeit der Australian Ice Hockey League, der höchsten australischen Eishockeyspielklasse. Meister wurden zum ersten Mal überhaupt in der Vereinsgeschichte die Adelaide Avalanche.

## Modus
In der Regulären Saison absolvierte jede der drei Mannschaften insgesamt 16 Spiele. Die beiden bestplatzierten Mannschaften qualifizierten sich für das Meisterschaftsfinale. Für einen Sieg nach regulärer Spielzeit erhielt jede Mannschaft zwei Punkte, für ein Unentschieden einen Punkt und für eine Niederlage nach der regulären Spielzeit null Punkte.

## Reguläre Saison

### Tabelle
|    | Klub               | Sp | S  | U | N  | Tore    | Punkte |
| -- | ------------------ | -- | -- | - | -- | ------- | ------ |
| 1. | Adelaide Avalanche | 16 | 15 | 1 | 0  | 120:060 | 31     |
| 2. | Sydney Bears       | 16 | 7  | 1 | 8  | 070:074 | 15     |
| 3. | Canberra Knights   | 16 | 1  | 0 | 15 | 053:109 | 2      |

Sp = Spiele, S = Siege, U = Unentschieden, N = Niederlagen, OTS = Overtime-Siege, OTN = Overtime-Niederlage, SOS = Penalty-Siege, SON = Penalty-Niederlage

## Finale
- Adelaide Avalanche – Sydney Bears 10:7